# Radula formosa
Radula formosa là một loài rêu tản trong họ Radulaceae. Loài này được (C.F.W. Meissn. ex Spreng.) Nees miêu tả khoa học lần đầu tiên năm 1845.